# Minibidion punctipenne
Minibidion punctipenne là một loài bọ cánh cứng trong họ Cerambycidae.